# Aeschynanthus cardinalis
Aeschynanthus cardinalis är en tvåhjärtbladig växtart som först beskrevs av Copeland och Elmer Drew Merrill, och fick sitt nu gällande namn av Rudolf Schlechter. Aeschynanthus cardinalis ingår i släktet Aeschynanthus och familjen Gesneriaceae. Inga underarter finns listade i Catalogue of Life.